# Verwaltungsgemeinschaft Allerquelle
Die Verwaltungsgemeinschaft Allerquelle war eine Verwaltungsgemeinschaft im Bördekreis in Sachsen-Anhalt und hatte ihren Sitz in Eilsleben.

## Mitgliedsgemeinden
- Drackenstedt
- Druxberge
- Eilsleben
- Ovelgünne
- Ummendorf
- Wormsdorf

## Geschichte
Die Verwaltungsgemeinschaft Allerquelle wurde am 23. Januar 1992 durch den freiwilligen Zusammenschluss von sechs Gemeinden gegründet. Sie wurde zum 1. Januar 2005 aufgelöst und die Gemeinden wurden in die neu gegründete Verwaltungsgemeinschaft Obere Aller eingegliedert.

## Politik

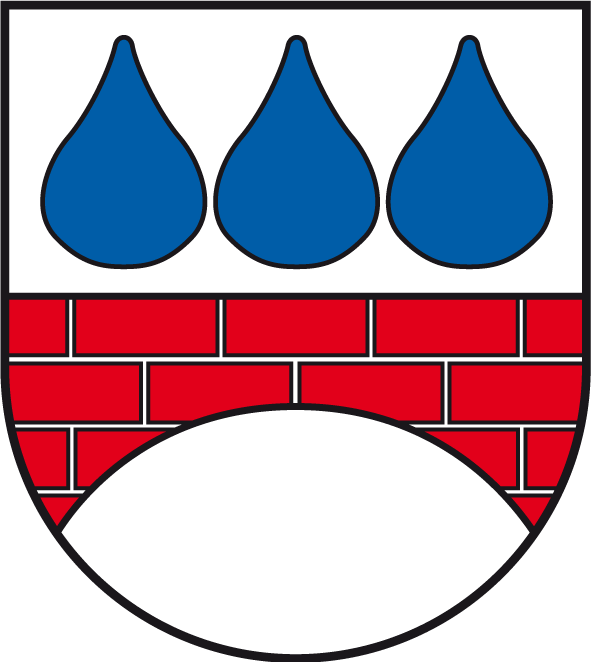
Wappen der VG Allerquelle

### Wappen
Das Wappen wurde am 1. November 1994 durch das Regierungspräsidium Magdeburg genehmigt.
Blasonierung: „In Silber drei blaue Tropfen über einer durchgehenden einbögigen roten Brücke.“
Bei den verwendeten Symbolen wird folgende Begründung angegeben:
- Die drei Tropfen sollen die drei Quellen der Aller darstellen.
- Als verbindendes Element für die Ortschaften wurde das Symbol einer Ziegelbrücke gewählt.
- Die Tinkturen (Farben) wurden so gestaltet, dass sie aus den Wappen der Orte bestehen und keine neuen Farben hinzukommen.[1]

### Flagge
Die Flagge wurde am 24. März 1998 durch das Regierungspräsidium Magdeburg genehmigt.